# Ґовгарабад (Марказі)
Ґовгарабад (перс. گوهراباد) — село в Ірані, у дегестані Нур-Алі-Бейк, в Центральному бахші, шагрестані Саве остану Марказі. За даними перепису 2006 року, його населення становило 0 осіб.

## Клімат
Середня річна температура становить 17,53°C, середня максимальна – 36,22°C, а середня мінімальна – -4,50°C. Середня річна кількість опадів – 253 мм.
| Клімат поселення                              | Клімат поселення | Клімат поселення | Клімат поселення | Клімат поселення | Клімат поселення | Клімат поселення | Клімат поселення | Клімат поселення | Клімат поселення | Клімат поселення | Клімат поселення | Клімат поселення | Клімат поселення |
| Показник                                      | Січ.             | Лют.             | Бер.             | Квіт.            | Трав.            | Черв.            | Лип.             | Серп.            | Вер.             | Жовт.            | Лист.            | Груд.            |                  |
| Середній максимум, °C                         | 12,47            | 15,25            | 19,34            | 25,84            | 31,11            | 35,93            | 36,22            | 35,16            | 31,20            | 24,91            | 18,52            | 12,20            |                  |
| Середня температура, °C                       | 3,98             | 6,76             | 10,86            | 17,37            | 22,62            | 27,44            | 30,08            | 29,02            | 25,06            | 18,77            | 12,37            | 6,05             |                  |
| Середній мінімум, °C                          | −4,5             | −1,72            | 2,36             | 8,88             | 14,13            | 18,95            | 23,93            | 22,87            | 18,91            | 12,62            | 6,23             | −0,1             |                  |
| Норма опадів, мм                              | 39               | 36               | 43               | 29               | 20               | 3                | 1                | 1                | 1                | 15               | 26               | 39               |                  |
| Середньомісячна швидкість вітру, м/с          | 1.61             | 2.35             | 2.87             | 3.26             | 3.20             | 3.00             | 3.14             | 2.96             | 2.43             | 2.30             | 1.89             | 1.57             |                  |
| Середньомісячна сонячна радіація, кДж/м²·день | 9335             | 12241            | 14625            | 18201            | 22054            | 26090            | 25317            | 23422            | 20170            | 14924            | 10976            | 8885             |                  |
| --------------------------------------------- | ---------------- | ---------------- | ---------------- | ---------------- | ---------------- | ---------------- | ---------------- | ---------------- | ---------------- | ---------------- | ---------------- | ---------------- | ---------------- |
| Джерело:                                      |                  |                  |                  |                  |                  |                  |                  |                  |                  |                  |                  |                  |                  |